# Hammond Grooves Organ Trio
Hammond Grooves Organ Trio, mais conhecido simplesmente por Hammond Grooves, é uma banda de soul jazz e música brasileira instrumental . O grupo musical foi formado em 2009 por Daniel Latorre (Órgão Hammond) conta com Filipe Galadri (guitarra) e Wagner Vasconcelos (bateria).
O grupo, que foi chamado pela Revista Trip de "mais conceituado organ trio do Brasil", já se apresentou em vários festivais, tanto nacionais (Festival de Jazz de Toque Toque, Bourbon Festival Paraty 2014, Manguinhos Blues & Jazz Festival 2015, Samsung Blues Festival de 2017,[carece de fontes?] Jazz na Fábrica de 2017) quanto internacionais (Festival Internacional de Jazz de Asunción de 2006, Auvernier Jazz Festival de 2018) entre outros eventos. website www.hammondgrooves.com.

## Formação
- Daniel Latorre - Órgão Hammond
- Filipe Galandri - guitarra
- Wagner Vasconcelos - bateria

## Discografia
- 2017 - Funktastic[6]
- 2019 - Funk in F (single)
- 2021 - Funktastic 2
- 2023 - King Du Lac (single)
- 2023 - Amanda (single)